# مایکروفونز
مایکروفونز (انگلیسی: The Microphones) گروه موسیقی راک کوته‌عمر آمریکایی بود که سال ۱۹۹۶ در المپیا، واشینگتن شکل گرفت و سال ۲۰۰۳ ازهم‌پاشید (با بازگشتی کوتاه در سال ۲۰۰۷). رهبری گروه را فیل اِلوِروم بر عهده داشت. مشهورترین آلبومشان فروغ، بخش دوم (The Glow Pt. 2) نام دارد.